# Pattex

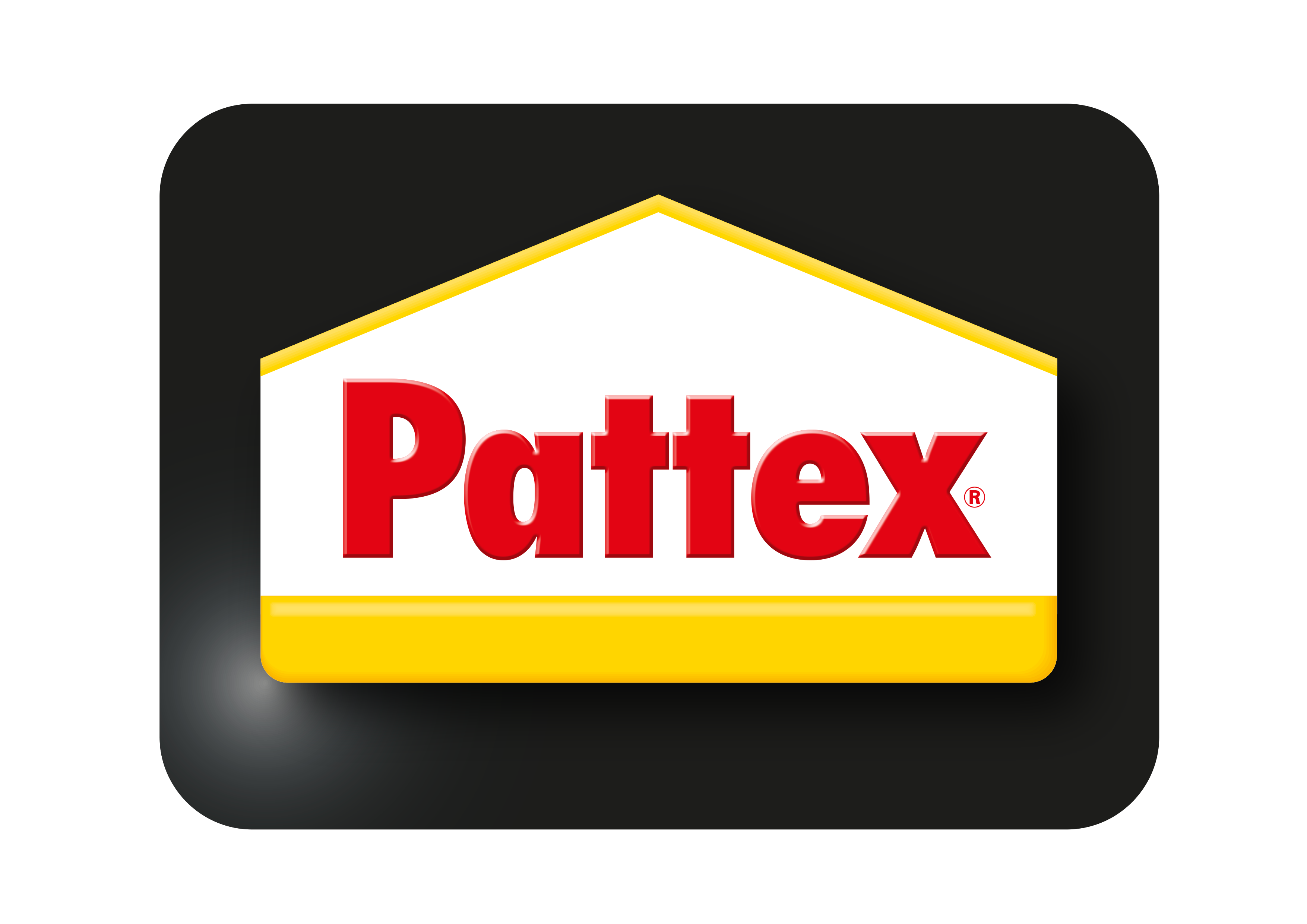
Das Logo der Marke

Pattex ist eine Marke für Klebstoffe des Henkel-Konzerns mit Sitz in Düsseldorf. Das  Sortiment umfasst verschiedene Klebstoffe  für den privaten und handwerklichen Gebrauch.

## Geschichte
Mit der Einführung des ersten kalthärtenden Kontaktklebers 1956 bediente Henkel zunächst das Schuhmacherhandwerk. 1958 konstruierten die Entwickler eine spezielle Abfüllmaschine für Dosen und Tuben, sodass auch Kleingebinde für Handwerk und Haushalte angeboten werden konnten.
Ab 1972 gab es „Pattex Compact“, der nicht tropft und keine Fäden zieht. 1981 kamen Heißkleber in das Sortiment, 1982 der Pattex-Sekundenkleber und  1983 eine Pattex-Pistole zum Heißkleben mit Schmelzkleber-Patronen. 1990 folgten Montagekleber. 2001 wurde die Klebstoff-Knetmasse „Repair-Express-Power-Knete“ eingeführt und 2007 der flexible Sekundenkleber „Ultra-Gel“. 2009 kam es zur Einführung von „Pattex Kleben-statt-Bohren“.

## Pattex Classic
Das ursprüngliche Kontaktkleber wird heute unter dem Namen „Pattex Classic“ weiter vertrieben. Er besteht im Wesentlichen aus Chlorbutadien (Neopren) mit einem Gemisch organischer Lösemittel. Die Klebung ist temperaturbeständig von −40 °C bis zu +110 °C sowie beständig gegen Wasser, verdünnte Säuren und Laugen.
Wichtig bei der Verwendung ist die gute Abtrockung („Ablüftung“, i. d. R. mindestens zehn Minuten) der bestrichenen Klebeflächen vor der Verklebung und nicht die Dauer, sondern die Höhe des Anpressdrucks (Mindestpressdruck 0,5 N/mm² = 5 kp/cm²), welcher ggf. auch durch Anschlagen mit einem Hammer erreicht werden kann. Die maximale Festigkeit der Verklebung ist nach etwa drei Tagen erreicht, jedoch in der Regel bereits gleich nach der Verklebung hoch genug, um Werkstücke (z. B. Schuhe) sofort weiter verarbeiten zu können.
Wesentlicher Bestandteil des Lösungsmittelgemischs war früher Toluol, das inzwischen überwiegend durch das weniger giftige Cyclohexan ersetzt wurde; Toluol war hauptverantwortlich für den typischen Pattexgeruch und die Eignung von Pattex zum Schnüffeln.